# Naufragios y comentarios
Naufragios y comentarios es un libro de viajes, escrito por el conquistador español Álvar Núñez Cabeza de Vaca.
En este libro, Álvaro Núñez Cabeza de Vaca narra las vicisitudes de los cuatro únicos supervivientes de la expedición de Pánfilo de Narváez a la Florida (1528), los cuales vivieron entre los indios durante ocho años como esclavos, comerciantes y curanderos, y atravesaron a pie el suroeste de los actuales Estados Unidos y norte de México hasta que en 1537 lograron volver al territorio bajo control español, la colonia de Nueva Galicia del Virreinato de Nueva España.
En el libro se recogen las primeras observaciones etnográficas sobre las poblaciones indígenas del golfo de México. También aparecen por primera vez en lengua castellana algunas palabras tomadas de las lenguas norteamericanas. Se le considera la primera narración histórica sobre el territorio actual de los Estados Unidos. Fue publicada en 1542 en Zamora (España) y en una edición corregida y aumentada (con la adición del viaje del autor al Río de la Plata) en 1555 en Valladolid.

## Contenido

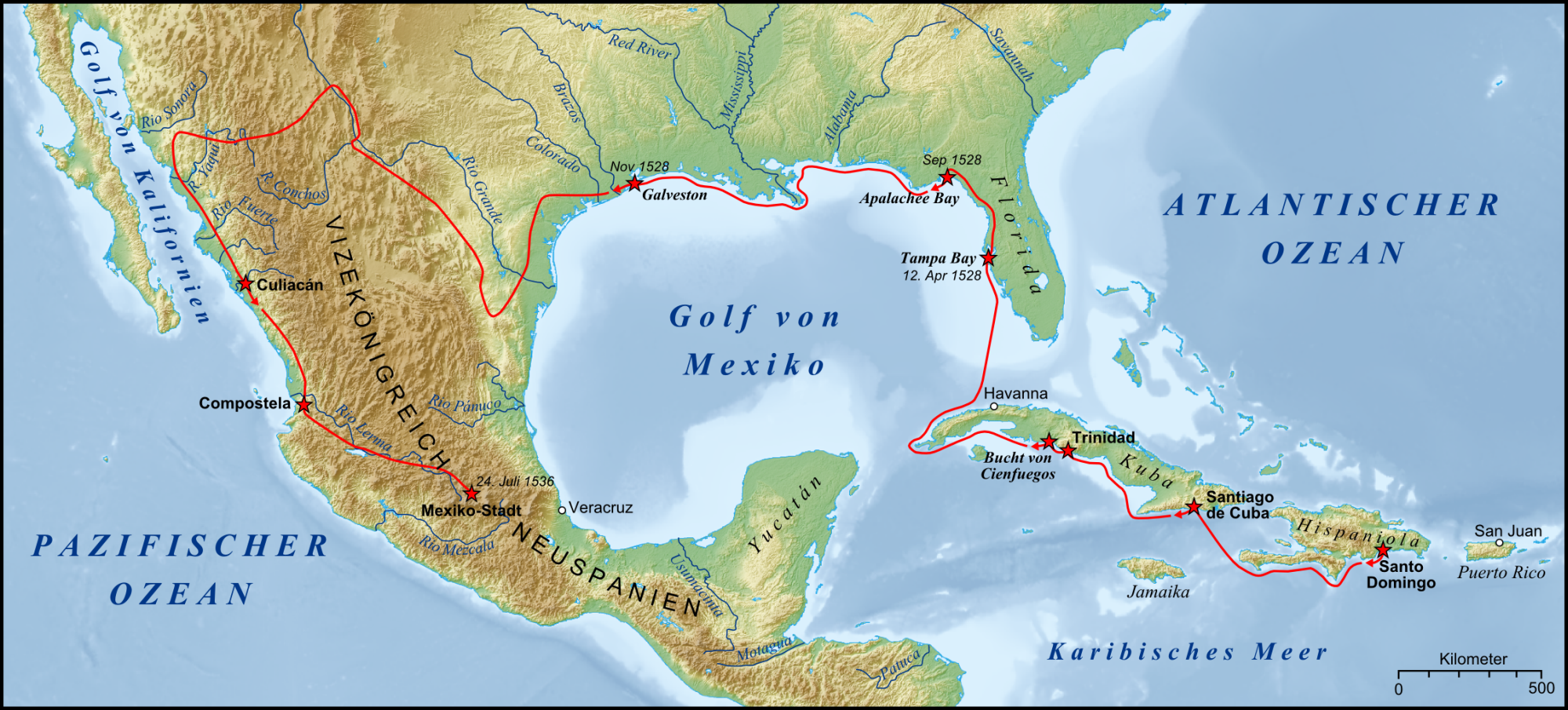
Mapa de la expedición de Núñez Cabeza de Vaca, objeto de esta obra

### Capítulo I-III
El viaje de los Naufragios empezó el 17 de junio del año 1527 saliendo del puerto de Sanlúcar de Barrameda, en España, para explorar y conquistar la tierra de la Florida con el permiso de su Majestad. El gobernador Pánfilo de Narváez, líder de la expedición, salió con aproximadamente seiscientos hombres. Antes de llegar a la Florida, muchos de los hombres abandonaron el viaje en la ciudad de Santo Domingo, para quedarse ahí. Además, ante la exigencia de su tripulación, Narváez decidió pasar el invierno en Cuba.
El segundo capítulo introduce al piloto llamado Miruelo, que Narváez trajo desde la isla Trinidad. La expedición salió de Cuba hacia la Florida. Llegaron el 12 de abril de 1528, pero con mucha dificultad y muchos tormentos.
En la Florida, llegaron a una isla donde Alonso Enríquez, miembro de la expedición y oficial, y los nativos comerciaron. Al día siguiente el gobernador trató de visitar a los nativos por Viernes Santo, pero los nativos habían abandonado sus buhíos o casas y salieron durante la noche en canoas. El gobernador reclamó la tierra en nombre de su Majestad. En los días siguientes los nativos regresaron para hablar con el gobernador, pero sin un intérprete no podían comunicarse. Los españoles pensaron que los nativos estaban echándolos de aquellas tierras con señales que les parecían muy amenazantes.

### Capítulo IV
El Gobernador tocó tierra con un destacamento hasta llegar a una bahía grande por la tarde para descansar la noche, y después regresar a sus barcos. Cuando regresaron, el gobernador mandó un bergantín hacia La Habana para encontrar el barco de Álvaro de la Cerda para aprovisionarse y regresar.
Ya salido el bergantín, el destacamento regresó a tierra. Pasando la bahía grande, se encontraron con cuatro Indios y les preguntaron sobre maíz. Los Indios llevaron a los Cristianos a su pueblo y los Cristianos vieron cajas parecidas a cajas de Castilla con cuerpos muertos cubiertos en cueros de venado pintado. Y después el comisario quemó las cajas. También encontraron pedazos de oro, lienzo, y paño y los Indios les dijeron que venían de una ciudad llamada Apalache. Tomando los Indios como guías, recorrieron diez o doce leguas y encontraron otro pueblo con mucho maíz. Descansaron dos días y regresaron a los barcos para contar lo que habían visto y las noticias de los Indios.
El primero de mayo el gobernador reunió un grupo de personas para preguntarles cómo encontrar el puerto, por tierra o por mar. Cabeza de Vaca dijo que no debían de desembarcar sin conocer la tierra pero el comisario dijo que todo saldría bien. El notario solo agregó que deberían de dejar los barcos en un puerto conocido y después ir por tierra.
El Gobernador decidió ir por tierra y trató de mandar Cabeza de Vaca que se quedara con los barcos. Este lo rechazó, diciendo que tenía por cierto que los barcos y el gobernador no se volverían a ver de nuevo y que todavía quería aventura en su vida. El Gobernador concedió a Cabeza de Vaca y dejó a Caravallo encargado de los barcos mientras Cabeza de Vaca se fue con el gobernador hacia la tierra.

### Capítulo V
El primero de mayo, el gobernador Cabeza de Vaca y trescientos hombres partieron hacia la tierra firme. Viajaron durante dos semanas sin ver un pueblo y sin comida, con excepción de unos palmitos. Lucharon contra los nativos y capturaron a cinco o seis nativos, quienes llevaron a los españoles a su pueblo. Allí encontraron un gran cantidad de maíz. Por algunos días, Cabeza de Vaca trató de encontrar el puerto, sin suerte. Los españoles salieron en busca de Apalachee, y encontraron a un nativo que era un enemigo de los Apalachee y quería ayudar a los españoles. Ellos llegaron al pueblo del nativo, donde había maíz para comer. Durante el resto de su viaje, algunos nativos trataron de atacar a los españoles, pero eventualmente los españoles, muy cansados y hambrientos, llegaron a Apalachee.

### Capítulo VII
La tierra que atravesaron desde el lugar de desembarco hasta Apalache era muy llana. Había mucha variedad de árboles y plantas, algunas similares a las de Castilla. También había muchas lagunas, grandes y pequeñas, que a veces eran difíciles de cruzar a causa de árboles caídos. Había bastantes maizales pero las casas estaban dispersadas. También había multitud de animales y aves, incluyido uno con una bolsa en la barriga donde cargaban los hijos.
Dos horas después de estar en Apalache, los Indios que habían huido regresaron en paz preguntando por sus mujeres e hijos que fueron devueltos menos un Cacique que se quedó el gobernador. Después los Indios regresaron y pegaron a fuego las casas. Los Cristianos huyeron hacia las lagunas, matando a un Indio en el camino. Al siguiente día más Indios pusieron a fuego de nuevo las casas sin sufrir muchas heridas. Los Cristianos se quedaron en este pueblo veinticinco días. Le preguntaron al Cacique de la condición de la tierra enfrente que les platico que la ciudad más grande era Apalache y que al sur había una ciudad llamada Aute que tiene pescadores y mucho maíz.
Después de los veinticinco días, los Cristianos empezaron rumbo hacia Aute. En el camino fueron emboscados por Indios mientras atravesaban una laguna y sufrieron muchas víctimas. Describieron los Indios como siendo gigantes y desnudos, con arcos grandes que podían encontrar su objetivo a doscientos pasos. Más adelante vieron evidencia de Indios enfrente y los emboscaron. Pasaron ocho días sin evento hasta que los Indios atacaron por detrás y mataron a un Cristiano, Avellaneda. Los demás cargaron a Avellaneda hasta llegar a Aute.
Llegaron a Aute después de nueve días. Encontraron la ciudad abandonada, casas quemadas, pero con mucha comida. Después de descansar por dos días, Cabeza de Vaca con un partido fue a buscar el mar. Caminaron hasta la tarde y encontraron ancones muy grandes. Con esta información, regresaron a Aute para encontrar el gobernador y muchos otros enfermos y paran de viajar allí.

### Capítulo VIII
La expedición parte de Aute en un estado deplorable. Muchos estaban enfermos y la comida era escasa. Los que cabalgaban se planteaban escapar, pero por fin el gobernador les convenció quedarse con la expedición. Vista la situación en la que se encontraban, decidieron construir embarcaciones. Al cabo de un mes, consiguieron construir 5 barcas, alimentándose entretanto de los caballos que llevaban, y murieron más de cuarenta hombres de enfermedad y hambre. Cuando solo les quedaba un caballo decidieron embarcar.

### Capítulo IX
Después de 30 días navegando, la expedición se estaba quedando sin agua. Algunos se morían de desesperación después de beber agua salada. Finalmente, se encontraron con un grupo de indios pacíficos en canoas, y les siguieron a sus casas. Les dieron de beber y pescado de comer. Sin embargo, los indios súbitamente atacaron a la expedición e hirieron al gobernador con una piedra. Debido al ataque, los españoles escaparon hacia las barcas y se quedaron cincuenta hombres en tierra para rechazar a los indios. Una vez que estos últimos huyeron, embarcaron una vez más. Sin embargo, partieron con poca agua y al cabo de tres días se encontraron con una canoa de indios. Dos miembros de la expedición se fueron con ellos con el objetivo de traer agua. A la noche regresaron los indios con vasos vacíos, quedándose con los dos cristianos.

### Capítulo XII
Los indios trajeron pescado, raíces y nueces a Cabeza de Vaca y sus hombres. Abastecidos, los exploradores decidieron que estaban listos para salir. Su barco estaba en la arena, y cuando trataron de moverlo, volcó y se ahogaron tres hombres y se perdieron sus recursos. Los indios regresaron y encontraron a los exploradores tristes, depravados y algunos muertos. Al ver esto, huyeron (de miedo), pero Cabeza de Vaca les pidió que regresaran. Les explicó (por señales) lo que les pasó. Después de entender lo que les había sucedido, los indios se sentaron entre ellos y lloraron durante más de media hora. 
Cabeza de Vaca sugirió regresar con los indios para obtener comida y recursos, pero los cristianos dijeron que no era buena idea porque los indios los sacrificarían y los comerían. Sin embargo decidió regresar con los indios. Cuando llegaron a su pueblo los indios hicieron fiestas para ellos y los trataron muy bien. Después de esto, su miedo a ser comidos se redujo.

### Capítulo XV
En la isla de Mal Hado, los indios les quisieron hacer médicos (sin examen o prueba). 
Su manera de curar era soplar al enfermo. Pidieron a los exploradores que curaran de esta manera. El ritual que los exploradores siguieron para curar a los enfermos era soplarles, santiguarlos y rezar por ellos un padrenuestro y un avemaría. 
Cabeza de Vaca comentó que el hambre era tan extrema que algunas veces pasaron tres días sin comer. Los indios que tenían a sus otros compañeros (Alonso del Castillo y Andrés Dorantes) eran de otra parentela y así pasaron a otra parte de la Tierra Firma a comer ostiones.
Cabeza de Vaca menciona que en esa región los hombres iban desnudos, no así las mujeres. El pueblo tiene costumbres diferentes. Todos los que son de la misma familia quedan juntos. A veces, después de conocerse, se hablan y entonces lloran durante media hora, y entonces el que está visitando da al otro cuanto posee.  Ellos tenían diferentes lenguas, como capoqués y han.

## Ediciones
Cabeza de Vaca y los otros tres supervivientes de la expedición redactaron un primer informe en Nueva España para las autoridades locales. De él se conserva un fragmento en el Archivo General de Indias, que fue publicado en 1864. En el viaje de regreso a la península Ibérica, redactaron una crónica más extensa dirigida a la audiencia de la Española. Fue este texto el que copió en parte Gonzalo Fernández de Oviedo en la segunda parte de su Historia general y natural de las Indias.
Cabeza de Vaca completó su relación y le envió el manuscrito al Emperador en 1540. La primera edición impresa salió a la luz en Zamora en 1542, con el título Relación que dio Alvar nuñez cabeça de vaca de lo acaescido en las Indias en la armada donde yua por gouernador Pa[n]philo de narbaez desde el año de veynte y siete hasta el año de treynta y seys que boluio a Seuilla con tres de su compañia.La imprimieron Agustín de Paz y Juan Picardo a costa del librero Juan Pedro Musetti. Solo se conservan tres ejemplares.
En 1555 Cabeza de Vaca publicó una nueva edición en Valladolid titulada La relación y comentarios del gobernador Alvar Núñez Cabeza de Vaca, de lo acaescido en las dos jornadas que hizo a las Indias. Respecto a la primera edición, le añadió al libro un relato de su viaje al Río de la Plata, escrito por el escribano de la expedición Pero Hernández. Fue reimpresa en 1906 en la Colección de libros y documentos referentes a la historia de América.
Andrés González Barcia publicó en 1749 una nueva edición de la obra de Cabeza de Vaca cambiándole el título a Naufragios. Es este título el que se ha popularizado y perdurado hasta nuestros días.